# Caesalpinia bessac
Caesalpinia bessac är en ärtväxtart som beskrevs av Emilio Chiovenda. Caesalpinia bessac ingår i släktet Caesalpinia och familjen ärtväxter. Inga underarter finns listade i Catalogue of Life.